# Moderne Verteidigung
|   | a | b | c | d | e | f | g | h |   |
| 8 |   |   |   |   |   |   |   |   | 8 |
| 7 |   |   |   |   |   |   |   |   | 7 |
| 6 |   |   |   |   |   |   |   |   | 6 |
| 5 |   |   |   |   |   |   |   |   | 5 |
| 4 |   |   |   |   |   |   |   |   | 4 |
| 3 |   |   |   |   |   |   |   |   | 3 |
| 2 |   |   |   |   |   |   |   |   | 2 |
| 1 |   |   |   |   |   |   |   |   | 1 |
|   | a | b | c | d | e | f | g | h |   |

Die Moderne Verteidigung nach 1. … g7–g6
Bei der Modernen Verteidigung, auch Robatsch-Verteidigung (nach Karl Robatsch), handelt es sich um eine Eröffnung des Schachspiels. Sie zählt zu den Halboffenen Spielen und ist in den ECO-Codes unter dem Schlüssel B06 klassifiziert.
Sie beginnt mit den Zügen:
1. e2–e4 g7–g6
Die Moderne Verteidigung hat eigenständige Bedeutung, wenn Schwarz die Entwicklung des Springers auf g8 zurückhält und mit dem Fianchetto des Läufers auf g7 frühzeitig Druck auf den weißen Bauern d4 aufbaut. Zusätzlicher Druck entsteht direkt in Verbindung mit Sb8–c6, e7–e5, c7–c5 oder indirekt mit der Fesselung eines Sf3 durch Lg4.
Durch das Zurückhalten des Springers auf g8 kann Weiß andere Möglichkeiten ergreifen als in der Pirc-Ufimzew-Verteidigung, so zum Beispiel auch c2–c4 oder c2–c3 spielen.
Gegen weiße Aufbauten mit freiwilligem 3. oder 4. Sb1–c3 propagiert unter anderem Tiger Hillarp Persson nach 3. … d7–d6 4. … a7–a6. Das beabsichtigt Raumgewinn am Damenflügel mit Sb8–d7, c7–c5, b7–b5, Lc8–b7. Dieser Aufbau ähnelt der Hippopotamus-Eröffnung.
Mit frühem Sg8–f6 geht die Partie durch Zugumstellung fast immer in die Pirc-Ufimzew-Verteidigung oder, falls Weiß c2–c4 gespielt hat, in die Königsindische Verteidigung über.

## Bezeichnung
Robatsch selbst lehnte die Bezeichnung Moderne Verteidigung ab und bevorzugte die Bezeichnung Robatsch-Verteidigung: „Von einigen, fachlich nicht ernst zu nehmenden Theoretikern wird versucht, den Zug g6 als moderne, von einem Kollektiv erfundene Eröffnung anzupreisen.“ Dabei stützten sich diese Theoretiker auf Partien aus den Jahren 1965 bis 1976. Dagegen führt Robatsch an, dass durch sein eigenes Partienmaterial belegt sei, dass er die Eröffnung bereits in den Jahren 1945 bis 1976 angewendet habe – in einer Zeit, in der diese Eröffnung „verpönt und belächelt“ worden sei.

## Varianten
Der zumeist angewandte 2. Zug d2–d4 von Weiß kann nach wenigen Zügen in andere Eröffnungssysteme führen:
- 2. d2–d4 Lf8–g7
  - 3. Sb1–c3 d7–d6
    - 4. f2–f4 Sg8–f6 (Überführung in den Dreibauernangriff der Pirc-Ufimzew-Verteidigung, ECO B09)
Die eigenständige Fortsetzung 4. … c7–c6 plant nach 5. Sg1–f3 Lc8–g4 6. Lc1–e3 Druck auf die Punkte d4 und b2 durch 6. … Dd8–b6. 4. … a7–a6 bleibt ebenfalls Moderne Verteidigung.
    - 4. Lc1–e3 Sg8–f6 (Überführung in Pirc-Ufimzew-Verteidigung, ECO B07), andere Fortsetzungen: 4. … a7–a6, z. B. Partiebeispiel Sanakojew vs Umansky oder 4. … c7–c6.
    - 4. Sg1–f3 Sg8–f6 (Überführung in das Klassische System der Pirc-Ufimzew-Verteidigung, ECO B08)
Die eigenständige Fortsetzung 4. … Lc8–g4 setzt d4 indirekt unter Druck.
    - 4. h2–h4 greift direkt an. 4. … Sg8–f6 führt in die Pirc-Ufimzew-Verteidigung.

  - 3. Sb1–c3 c7–c6 4. f2–f4 d7–d5 5. e4–e5 (Überführung in Caro-Kann-Verteidigung, ECO B15)
  - Der Aufbau 3. c2–c4 d7–d6 (3. … Sb8–c6 4. d4–d5 Sc6–d4 5. Lc1–e3 e7–e5 funktioniert wegen 6. Le3xd4 e5xd4 7. Sg1–f3 c7–c5 8. d5xc6 e.p. d7xc6) 4. Sb1–c3 wird Juri Lwowitsch Awerbach zugeschrieben. Schwarz hat die Wahl zwischen
    - 4. … Sg8–f6 mit Überleitung in die Königsindische Verteidigung (ECO E70-E99).
    - der eigenständigen Fortsetzung 4. … Sb8–c6 mit der möglichen Folge 5. Lc1–e3 e7–e5 6. d4–d5 Sc6–e7 7. g2–g4 f7–f5 8. g4xf5 g6xf5 9. Dd1–h5+ Se7–g6 10. e4xf5 Dd8–h4 11. Dh5xh4 Sg6xh4 12. Sc3–b5 Ke8–d8.
    - dem ebenfalls eigenständigen 4. … e7–e5. Hier kann nach 5. d4–d5 sofortiges f7–f5 versucht werden, weil nach 6. e4xf5 g6xf5 7. Dd1–h5+ Ke8–f8 Schwarz mit Sg8–f6 ein Tempo gewinnen wird und im Zentrum überlegen steht. Danach plant Schwarz Dd8–e8–g6. 5. d4xe5 d6xe5 6. Dd1xd8+ Ke8xd8 7. f2–f4 richtet sich gegen den schwarzen König.

  - 3. c2–c4 c7–c5 4. Sg1–f3 (4. d4–d5 führt zur Benoni-Verteidigung) c5xd4 5. Sf3xd4 Sb8–c6 (Überführung in das Maroczy-System des „Beschleunigten Drachen“, ECO B37)
  - Der Aufbau 3. Sg1–f3 hält sich Züge des Bauern c2 offen. Nach 3. … d7–d6 4. Lf1–c4 verliert Sb8–d7?? zwingend wegen 5. Lc4xf7+ Ke8xf7 6. Sf3–g5+ Kf7–e8 7. Sg5–e6 mit Damengewinn. 4. … Sg8–f6 will schnell kurz rochieren. 5. Dd1–e2 deckt und bereitet e4–e5 vor. 5. … c7–c6 6. e4–e5 weicht dem aus und führt zur Modernen Variante der Aljechin-Verteidigung.
  - Dem von Efim Geller befürworteten Aufbau 3. c2–c3 kann neben dem herkömmlichen d7–d6 auch mit 3. … d7–d5 oder 3. … Sg8–f6 begegnet werden.
- 2. d2–d4 Sg8–f6?! 3. e4–e5 Sf6–h5 („Norwegisch“ oder auch bekannt als „Nordsee-Verteidigung“, auf Großmeister-Niveau schon von Alexander Morosewitsch und Magnus Carlsen gespielt)
- 2. d2–d4 c7–c6
  - 3. Sb1–c3 d7–d5 (entsteht gern über die Caro-Kann-Verteidigung, ECO B15)
  - 3. Sg1–f3 d7–d5 4. Sb1–d2 Lc8–g4 5. c2–c3

Andere Fortsetzungen (im Vergleich zu 2. d2–d4 werden diese – zumeist auch auf Zugumstellung beruhenden Varianten – selten angewandt)
- 2. Sg1–f3 c7–c5 (Übergang zur Sizilianischen Verteidigung, ECO B27)
- 2. c2–c4 e7–e5